# Fusell Tipus 99
El fusell Tipus 99 Arisaka o fusell Tipus 99 curt (九九式短小銃, Kyū-kyū-shiki tan-shōjū) fou un fusell de forrellat de la companyia Arisaka, utilitzat per l'Exèrcit Imperial Japonès durant la Segona Guerra Mundial.

## Història

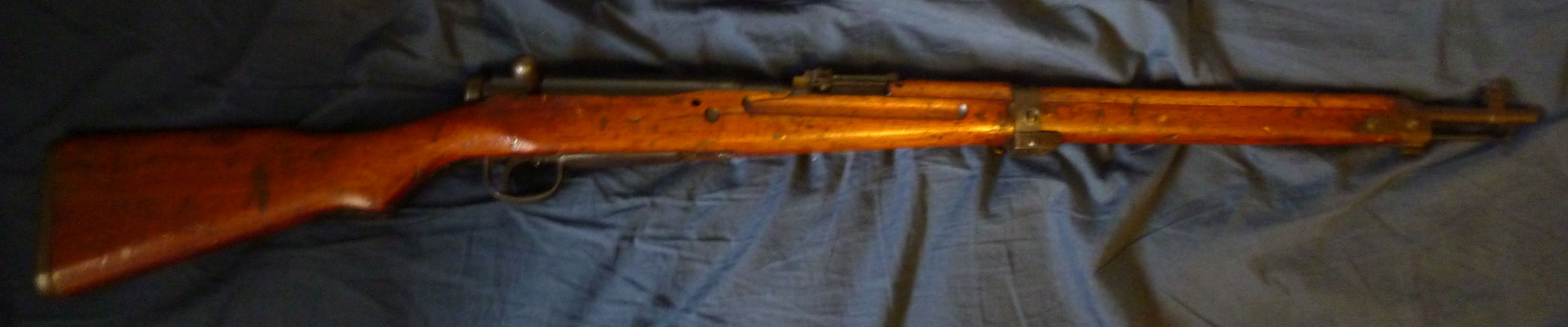
Un fusell Tipus 99 d'inicis de la guerra

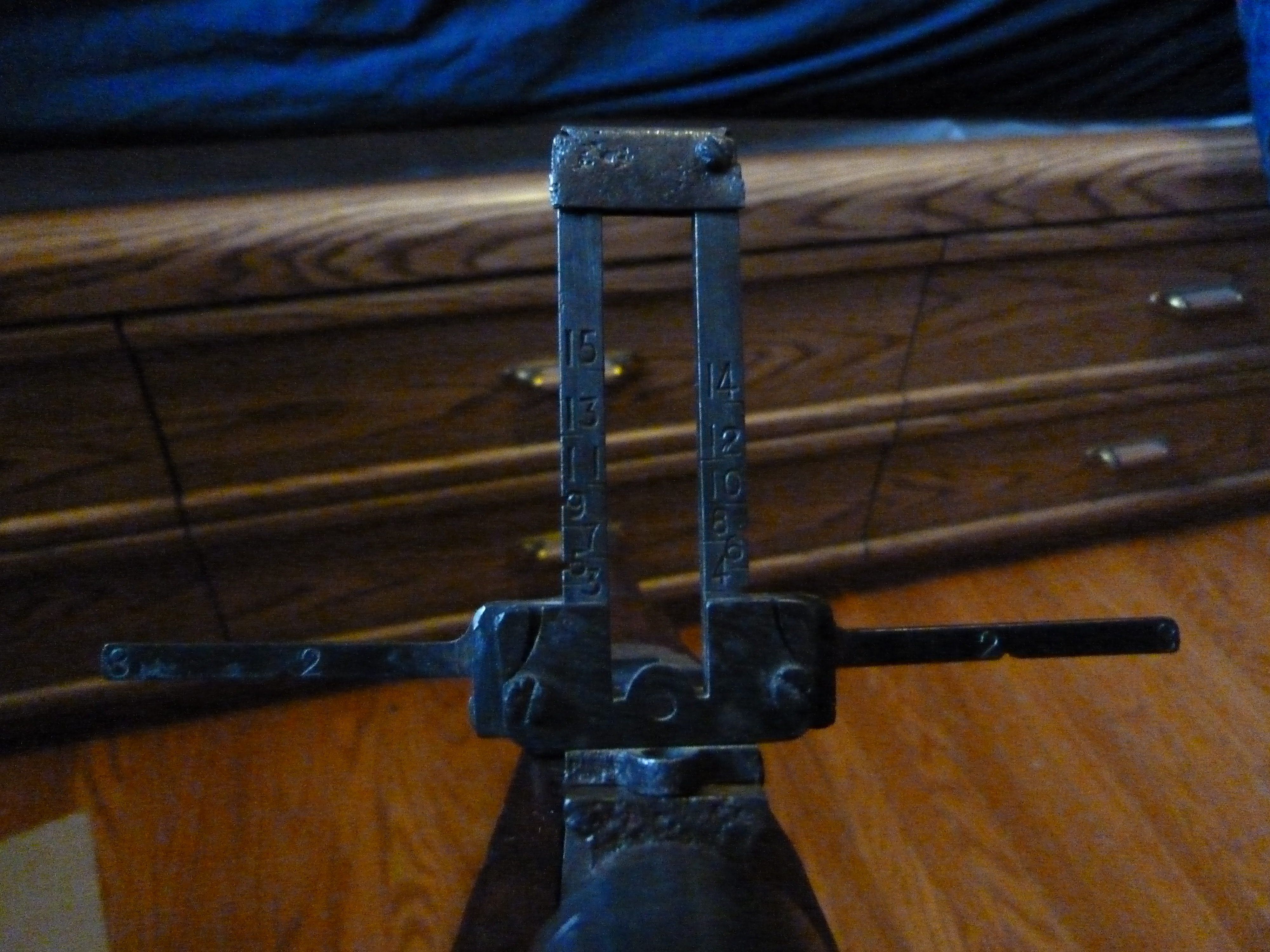
La mira antiaèria del fusell Tipus 99

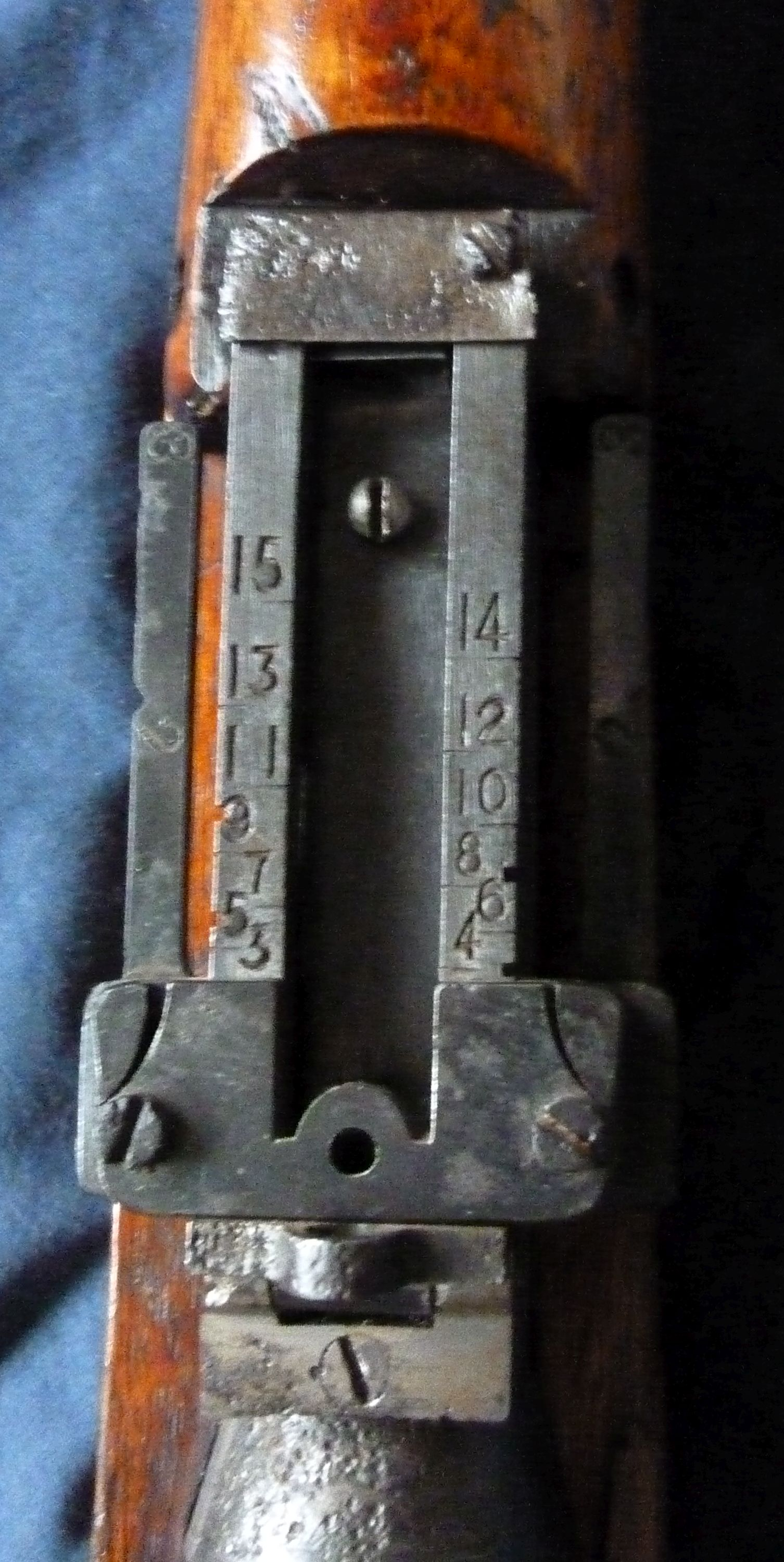
La mira antiaèria del fusell Tipus 99 baixada.

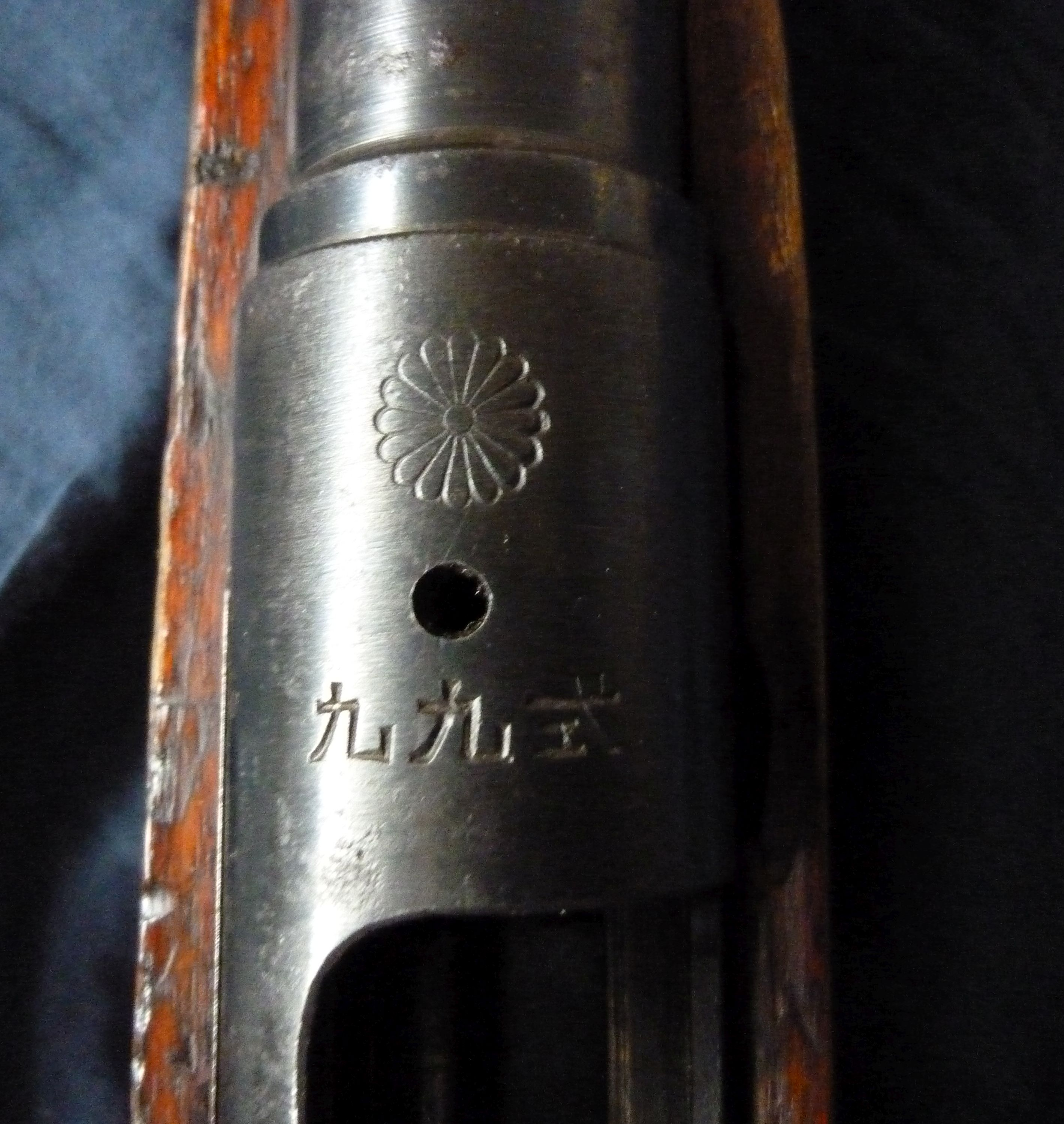
Fusell Tipus 99 amb les seves marques d'identificació

Durant la Segona Guerra sino-japonesa, en els anys 30, els japonesos es van adonar que la munició de 7,7 mm que utilitzava la seva nova metralladora, la Tipus 92, va demostrar ser superior en molts aspectes a la seva anterior munició, la 6,5×50mm Arisaka, la qual era utilitzada pel fusell Tipus 38, i necessitaven una nova munició per poder reemplaçar aquest fusell i la seva munició, i van decidir finalment desenvolupar i construir el fusell Tipus 99. L'Exèrcit Imperial Japonès, va demanar que el nou fusell (Tipus 99) es comencés a produir amb la nova munició, la 7,7mm. Set arsenals japonesos, i dos més a fora del Japó (Xina i Corea) produïen aquest nou fusell.
El EIJ (Exèrcit Imperial Japonès), va intentar reemplaçar totalment el fusell Tipus 38 pel fusell Tipus 99. Encara que, amb el inici de la guerra en el Pacífic, no van poder reemplaçar tots els seus fusells pels nous models. Per això el EIJ va haver d'utilitzar en la guerra tant el fusell Tipus 38 com el fusell Tipus 99 en la guerra.
El fusell Tipus 99 es va produir en 4 versions, el fusell estendard de l'exèrcit japonès, el Tipus 99 curt, el Tipus 99 llarg (també estrany de veure), el Tipus 99 de paracaigudista i el Tipus 99 de franctirador. El fusell estàndard (Tipus 99 curt) també venia amb un monòpode i una mira anti aviació. El fusell Tipus 99 va ser el primer fusell produït en massa que era fàcil de netejar per tindre una línia cromada. Tots aquests accessoris van ser abandonats a mitjans de la guerra.

### Altres usuaris
Durant la Guerra de Corea, aproximadament 126.500 fusell Tipus 99 curts i 6.650 llargs, van ser modificats per utilitzar la munició americana, la .30-06 Springfield. Havien de ser donats a la “gendarmeria” de Corea del Sud, encara que van ser entregats alguns cap a final de la guerra, cap a 1953. Aquests fusells tenien un carregador més profund i amb algunes petites modificacions per poder acomodar les municions de calibre .30-06 Springfield. La precisió d'aquests fusells es va veure afectada per aquestes modificacions, encara que eren funcionals, i es van seguir utilitzant. Oimés de la modificació per poder disparar municions de .30-06 Springfield, es van fer algunes modificacions posteriors per poder disparar la munició de 7,62mm NATO, les quals eren entregades majoritàriament per a civils per a practiques de tir.
Després de 1946, la República de la Xina va comprar alguns fusell Tipus 99 i els va fer variacions per poder disparar la seva munició de 8×57 IS. Les forces d'Indonèsia també s'hi van afegir a la compra de fusells Tipus 99 en la guerra amb les tropes holandeses durant la Revolució Nacional d'Indonèsia (1945-1949). També l'exèrcit nacional de Tailàndia va rebre alguns fusells Tipus 99, tant les versions llargues com les curtes, i la majoria si no totes, eren donades pels EUA, i amb la seva variació de calibre .30-06 Springfield.

## Disseny

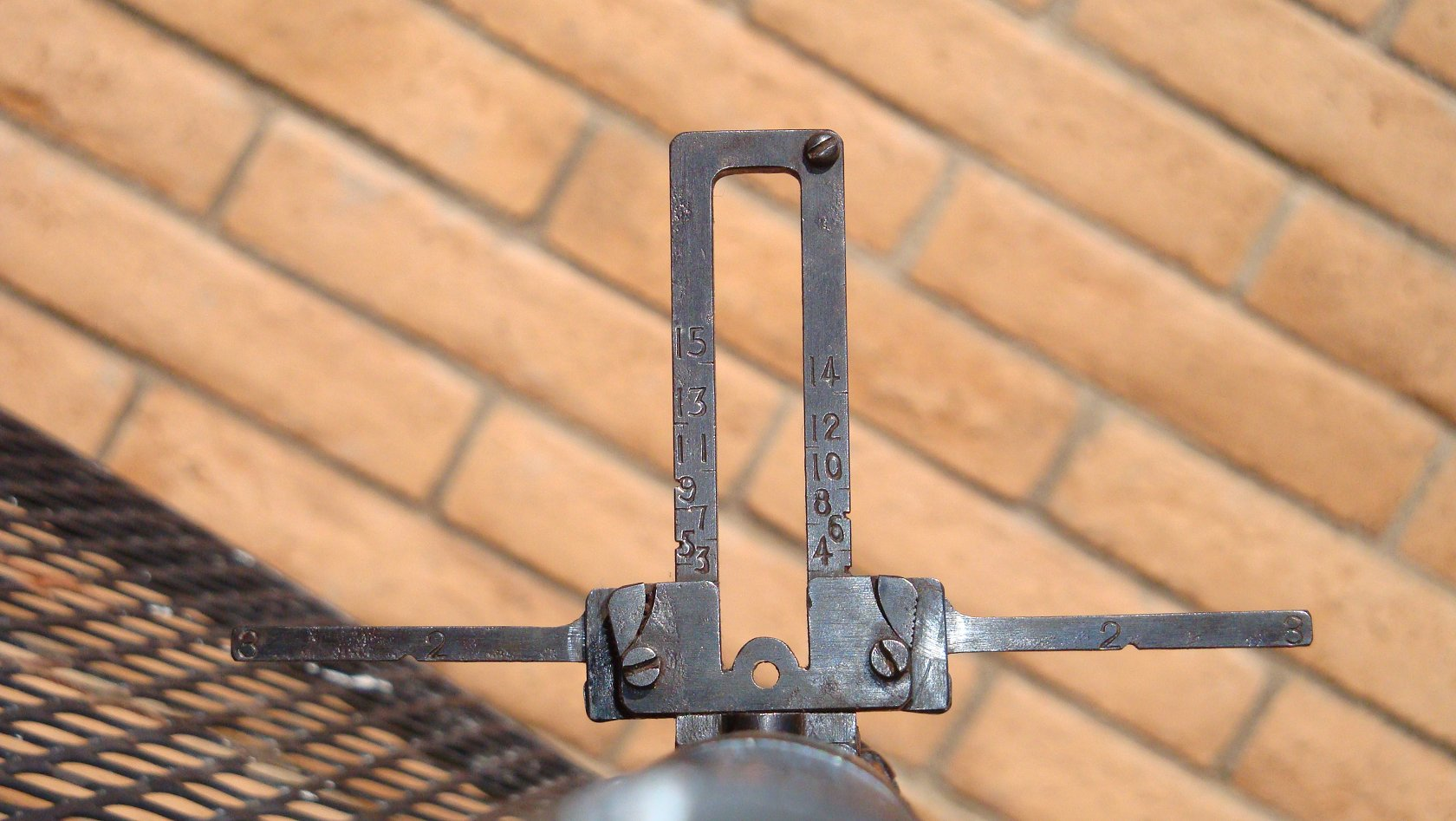
Un fusell Tipus 99 amb la seva mira antiaèria a la part posterior del fusell. Els calibradors dels laterals de la mira son per determinar la velocitat de l'avió.

Es va assegurar del cert que la munició de 7,7mm era més potent i tenia més potència de parada que la de 6,5mm del fusell Tipus 38. Totes les proves que es van fer per assegurar-se que la nova munició era més potent i millor (7,7mm) que l'antiga munició (de 6,5 mm), i gràcies a les proves del retrocés entre d'altres, es va determinar que es necessitaria un nou fusell per disparar aquella nova i potent munició, començant pel mecanisme de dispar, operat mitjançant per la pressió del gallet després d'haver fet que el forrellat carregués la bala i es tragués el segur de l'arma, tot això era una copia del fusell alemany Mauser. El fusell va provar ser molt efectiu, ja que a més del fusell tenia inclosa una mira antiaèria, el seu monòpode i el seu fusell de ràpida acció. El forrellat era especialment problemàtic, ja que era molt difícil de netejar, com la majoria del fusell, per la seva gran complexitat. El fusell Tipus 99 era la arma estendard de la infanteria japonesa, igual que la majoria de fusells de forrellat de l'època, eren molt durs i resistents, encara que en situacions de combat a curta distància era superat àmpliament per les pistoles metralladores i fusells semiautomàtics. El fusell Tipus 99 va ser un dels fusells militars més resistents mai creatsperò la majoria dels fusells Tipus 99 de final de la guerra, eren creats amb materials de baixa qualitat, i amb molts defectes en els sistemes dels fusells, a part que es va suprimir la mira antiaèria, i molts d'aquests Tipus 99 de final de la guerra no eren gaire segurs per disparar. A part que els fusells Tipus 99 tant d'inicis com de finals de la guerra tenien un gran problema, que era que el seu lleuger pes junt amb el gran pes, el feia un fusell molt inestable al moment de disparar.
En alguns casos, els fusells van ser utilitzats com a arma de pràctica disparant munició de fogueig. Els fusells d'entrenament eren fets amb metall fos per disparar boles. Alguns informes, expliquen com alguns d'aquests fusells explotant, que eren el resultat de capturar aquest fusell sense saber exactament com funcionava. Encara que els fusells disparaven boles, si disparaven a algun soldat, els podien provocar ferides greus. Es probable que hi hagi alguns informes d'algunes persones que deien que el fusell era fabricat amb pèssims materials i era de pèssima qualitat.
La baioneta del fusell Tipus 99, era una baioneta molt llarga, resistent i a la vegada pesava poc. Aquestes baionetes eren col·locades sota el canó, el que feia que el fusell fos més estable. Endemés els soldats podien portar un matxet.

## Variants
Tipus 99 fusell llarg
La producció inicial de fusells Tipus 99 va ser d'aquests fusells llargs, fets només a l'arsenal de Nagoya i a Toyo Kogyo sota la supervisió de l'arsenal de Kokura. Només es van produir uns 38.000 fusells Tipus 99 llargs, 8.000 a Nagoya i 30.000 a Toyo Kogyo, durant el estiu i primavera de 1940, fins que a 1942, es va passar a construir el model curt del fusell. Igual que els primers models del Tipus 99 curt, els Tipus 99 llargs portaven un monòpode, una mira antiaèria i una cobertura anti brutícia.

## Disponibilitat
Per culpa de que la companyia Arisaka no va vendre mai cap fusell als EUA en grans nombres, la majoria van ser fusells capturats pels marines a les campanyes del Pacífic i retornats als EUA. La majoria dels fusells, després de la Segona Guerra Mundial van ser desactivats, encara que alguns fusells tenien un segell personal de l'Emperador, el que feia que aquells no fossin desactivats i fossin entregats a les forces que l'Emperador volgués. Aquests fusells són molt difícils de trobar, i a vegades costen el doble que un fusell Tipus 99 normal. A la majoria dels Tipus 99 se'ls ha canviat la munició de 7,7x58mm Arisaka per una munició més comuna, ja que la fabricació d'aquesta munició és molt escassa i estranya,, encara que li hagin canviat la munició, continua sent uns dels fusells més potents, durs i robustos de l'època.

## Usuaris
La República de la Xina, la qual va canviar la munició per la pròpia de 8x57mm IS, va utilitzar el fusell per a l'Exèrcit Popular d'Alliberament.
Indonèsia també va comprar i utilitzar els fusells Tipus 99 per l'Exèrcit Revolucionari Nacional.
Imperi japonès.
Malàisia, va utilitzar els fusells Tipus 99 capturats a la Segona Guerra Mundial i van ser utilitzats per l'Exèrcit d'alliberació, del Partit Comunista de Malàisia durant l'emergència de Malàisia.
Corea del Nord va utilitzar alguns fusells Tipus 99 durant la Guerra de Corea.
Filipines, va utilitzar un nombre de fusells Tipus 99 capturats durant la Segona Guerra Mundial i van ser utilitzats per guerrilles americanes i filipines.
Corea del Sud, van ser utilitzats els Fusells Tipus 99 que l'exèrcit dels EUA els va donar, amb la nova variació per la munició de .30-06 Springfield.
Tailàndia, utilitzats després de 1945, amb la munició de .30-06 en els anys d'inici dels 1950 <refname="rifles34"/>